# Stenogale
La stenogale (gen. Stenogale) è un mammifero carnivoro estinto appartenente ai feloidi, di incerta collocazione sistematica. Visse nell'Oligocene superiore (circa 28 - 23 milioni di anni fa) e i suoi resti fossili sono stati ritrovati in Francia.

## Descrizione
Noto per fossili incompleti, questo animale doveva essere piuttosto simile a un'odierna genetta (Genetta genetta), sia come aspetto che come dimensioni. La mandibola era corta e robusta, piuttosto differente da quella di altre forme simili come Plesictis soprattutto a causa di una dentatura più tagliente, con una tendenza a ridurre le dimensioni dei premolari e dei tubercoli dentali. I carnassiali inferiori presentavano un protoconide molto alto, un metaconide ridotto e appuntito, situato nel piano posteriore del protoconide; il talonide era corto e tagliente.

## Classificazione
Il genere Stenogale venne istituito nel 1888 da Filhol; a questo genere sono attribuite le specie Stenogale intermedia, S. gracilis (provenienti dalle fosforiti di Quercy) e S. bransatensis (di Coderet-Bransat, dipartimento dell'Allier).
Stenogale è stato variamente attribuito ai mustelidi o ai viverridi, ma secondo gli studi più recenti sembra che questo genere faccia parte di uno stock basale di carnivori feloidi, forse vicini all'origine dei viverridi o addirittura dei felidi, noti come stenoplesittidi (Stenoplesictidae).

## Paleobiologia
Stenogale, come le altre forme simili, doveva essere un piccolo carnivoro probabilmente in grado di arrampicarsi bene sugli alberi.